# Gaffelvortemælk
Gaffelvortemælk (Euphorbia peplus), ofte skrevet gaffel-vortemælk, er en enårig, 15-25 cm høj plante i vortemælk-familien. Arten er nu udbredt som ukrudtsplante over hele Jorden, men er oprindeligt hjemmehørende i Sydeuropa og Vestasien. Gaffelvortemælk ligner skærmvortemælk, men har ægformede blade, der er helrandede. Desuden er honningkirtlerne halvmåneformede, ikke ovale som hos gaffelvortemælk. Planten har været anvendt som lægeplante og er giftig.
I Danmark er gaffelvortemælk almindelig på dyrket jord og affaldspladser. Den blomstrer i juni til oktober.